# Национално дружество „Традиция“
Националното дружество „Традиция“ е създадено на основите на доброволното, неполитическо, патриотично и културно-просветно сдружение на граждани и колективни членове, имащи професионални и любителски интерес към традициите в историята на въоръжените сили по отношение на моралните ценности, воинските ритуали, униформените облекла, нагръдните знаци, историческото оръжие и военните символи.
Националното дружество „Традиция“ е създадено на 10 януари 1991 година, като сред съучредителите е и Джоко Росич. Първоначално съществува само като клуб в София, като постепенно се разраства и увеличава членската си маса. Към 2020 г. има клубове в 39 града в България. Членовете му вече са повече от 1000 души, като с колективните членове стават около 1700.
В историята на своята дейност дружеството организира и участва във възстановки на исторически събития, свързани с миналото на България, някои от които в други страни. Дружеството освен това се включва в поддръжката на военни паметници, прави и открити уроци в някои училища. То има широка издателска дейност, като преиздава книги на непосредствени участници в исторически събития от миналото.
През 2008 г. в гр. Ерфурт, Германия, се състои конгрес на „Обединението на европейските военноисторически групи“ със седалище във Виена където се приема българското сдружение за редовен член.
В края на ноември 2017 г. на Общо годишно отчетно-изборно събрание на Национално дружество „Традиция“ е избран за председател на дружеството о.з. подполковник Огнян Маринов – член-съосновател от 1991 г.

## Регионални клонове
Национално дружество „Традиция“ има клонове в следните населени места:
| В Северна България         | В Южна България |
| -------------------------- | --------------- |
| Априлци – Троян – Севлиево | Банско          |
| Бяла черква                | Баня            |
| Варна                      | Благоевград     |
| Велики Преслав             | Велинград       |
| Велико Търново             | Казанлък        |
| Габрово                    | Клисура         |
| Добрич                     | Копривщица      |
| Етрополе                   | Мирково         |
| Лесидрен                   | Нова Загора     |
| Ловеч                      | Панагюрище      |
| Плевен                     | Перник          |
| Русе                       | Пловдив         |
| Свищов                     | Радомир         |
| Силистра                   | Сливница        |
| Тетевен                    | Сливен          |
| Трявна                     | Смолян          |
| Червен бряг                | Сопот – Карлово |
| Шумен                      | София           |
|                            | Стара Загора    |
|                            | Ямбол           |